# Carme Alvariño
María del Carmen Alvariño Alejandro (Santiago de Compostela, 1953-Santiago de Compostela, 18 de marzo de 2017) fue una historiadora española.

## Trayectoria
Carme fue catedrática de Geografía e Historia en Bachillerato. Como investigadora, profundizó en temas como la catástrofe del Prestige, la guerra de Irak, el campo de concentración de Lavacolla o las dos hermanas de Compostela. Fue también colaboradora de la Asociación Sine Nomine y de la Fundación 10 de Marzo.
Durante su última etapa como docente, ejerció como profesora en el IES Sar de Santiago de Compostela.

## Obras
- Materiais didácticos para unha visión non androcéntrica da historia
- Escritos políticos e literarios (prólogo)
- Vidá cotiá no segundo franquismo